# أدولف ميشيل
أدولف ميشيل (بالألمانية: Adolf Michel)‏ هو لاعب رماية نمساوي، (ولد في فيينا في النمسا 1878  م).

## وصلات خارجية
- أدولف ميشيل على موقع اللجنة الأولمبية الدولية (الإنجليزية)
- أدولف ميشيل على موقع أوليمبيديا (الإنجليزية)